# Ругендорф
Ругендорф (њем. Rugendorf) општина је у њемачкој савезној држави Баварска. Једно је од 22 општинска средишта округа Кулмбах. Према процјени из 2010. у општини је живјело 1.036 становника. Посједује регионалну шифру (AGS) 9477151.

## Географски и демографски подаци
Ругендорф се налази у савезној држави Баварска у округу Кулмбах. Општина се налази на надморској висини од 404 метра. Површина општине износи 17,3 km². У самом мјесту је, према процјени из 2010. године, живјело 1.036 становника. Просјечна густина становништва износи 60 становника/km².